# شامبينيول سور فونس
شامبينيول سور فونس هي بلدية فرنسية تقع في إقليم الأردين في منطقة غراند إيست.